# Petra (serie televisiva)
Petra è una serie televisiva italiana, la cui prima stagione è del 2020, diretta da Maria Sole Tognazzi e trasmessa, in contemporanea su Sky Cinema Uno, Sky Atlantic e in streaming su Now, e in seguito replicata in chiaro su TV8.
La serie è ispirata alle indagini di Petra Delicado, personaggio letterario creato dalla scrittrice spagnola Alicia Giménez-Bartlett. Per il suo stile e le sue caratteristiche, Petra può essere ricondotta entro i canoni del noir mediterraneo.

## Trama
Ex avvocatessa, Petra è un'investigatrice che in ogni episodio mette in scena e allo stesso tempo cerca di smentire alcuni stereotipi sulle donne; il ruolo centrale del mare e dell'ambientazione in una città portuale, che nella serie televisiva non è Barcellona ma Genova. La Superba, afferma in un'intervista l'attrice interprete di Petra Delicato, Paola Cortellesi, rappresenta la città più simile a Barcellona nelle sue mille sfumature, che vanno dalle zone malfamate ai quartieri pieni di bellezza e di cultura.

## Episodi
| Stagione         | Episodi | Prima TV |
| ---------------- | ------- | -------- |
| Prima stagione   | 4       | 2020     |
| Seconda stagione | 4       | 2022     |

## Personaggi e interpreti

### Personaggi principali
- Petra Delicato, interpretata da Paola Cortellesi, è un'ex avvocato che ha lasciato carriera, studio e due mariti alla ricerca di una via diversa. Pensa che l’amore sia sopravvalutato, preferisce vivere da sola ed essere fedele solo a se stessa, è una donna forte e indipendente ma anche fragile, rifiuta il conformismo, i riti sociali e ogni compromesso. Dall'archivio della squadra mobile ha l'opportunità di andare sul campo per la prima volta come ispettore.
- Antonio Monte, interpretato da Andrea Pennacchi, è il vice ispettore che collabora con Petra; hanno uno strano rapporto e un legame molto forte che li unisce e li contrappone allo stesso tempo.
- Pessone, interpretato da Antonio Zavatteri, è il commissario della squadra mobile.
- Corona, interpretato da Riccardo Lombardo, è il capo della squadra mobile.
- Lorenzo, interpretato da Simone Liberati, di professione barista, è il primo ex marito di Petra.
- Nicola, interpretato da Diego Ribon, è il secondo ex marito di Petra.

### Personaggi secondari
- Pubblico ministero, interpretato da Nicoletta Robello.
- Erminia, interpretato da Cristina Pasino. È il commissario della scientifica.
- Nunzia, Agente Squadra Mobile, interpretata da Alice Arcuri.
- Agente Bonomo, interpretato da Carlo Geltrude.
- Agente Matteo Reva, interpretato da Matteo Sintucci.
- Medico legale, interpretato da Gaetano Colella.
- Alba, interpretata da Vera Ingrid Canepa. È la donna delle pulizie di Petra.
- Beatrice, interpretata da Manuela Mandracchia. È la compagna di Antonio Monte che diventerà sua moglie.
- Alessandro Monte, interpretato da Fabio Barone. È il figlio di Antonio Monte, tornato a Genova per il suo matrimonio con Beatrice.
- Jolanda, interpretata da Cristina Parku. È la nuova fidanzata di Lorenzo, barista ed ex marito di Petra.

## Produzione
La serie si basa sul soggetto di Petra Delicado, personaggio letterario tratto dai romanzi di Alicia Giménez Bartlett, tra cui Riti di morte, Serpenti nel paradiso, Un bastimento carico di riso, Nido vuoto, Il silenzio dei chiostri e Gli onori di casa. La sceneggiatura è stata scritta da Furio Andreotti, Giulia Calenda, Ilaria Macchia in collaborazione con Enrico Audenino e Paola Cortellesi. La prima stagione è stata diretta da Arnaldo Catinari, mentre la seconda è stata co-diretta con Davide Leone. La serie è una co-produzione nata dalla collaborazione tra Cattleya, Sky Studios e Bartlebyfilm.

### Riprese
Le riprese, che si sono svolte a Genova e dintorni, ma anche a Roma, hanno riguardato il centro storico del capoluogo ligure, la zona del porto, l'Acquario, la funicolare Zecca-Righi che Petra prende per recarsi in Questura, il Teatro Carlo Felice, il Palasport e la zona della Foce, i parchi di Nervi, Sestri Ponente (sede di Fincantieri), le spiagge di Voltri e di Vesima, le "Lavatrici" di Pra', il "Biscione" oltre alla panoramica tra Voltri e Arenzano e alcuni scorci della riviera di levante come Santa Margherita Ligure, Sestri Levante e Chiavari.

## Distribuzione
La prima stagione, composta da 4 episodi, è stata trasmessa in contemporanea su Sky Cinema, Sky Atlantic e in streaming su Now TV, e in seguito in chiaro su TV8, ogni lunedì dal 14 settembre al 5 ottobre 2020 in quattro prime serate.
Nel marzo del 2021 sono iniziate le riprese della seconda stagione  che viene diffusa in anteprima assoluta su Sky dal 16 settembre 2022 per i clienti Sky Extra da almeno tre anni, mentre la normale programmazione avviene a partire dal 21 settembre 2022 su Sky Cinema Uno, Sky Serie e Now TV.
Nel maggio del 2024 iniziano le riprese della terza stagione prima a Genova e poi a Roma per gli interni.

## Riconoscimenti
- Nastri d'argento - Grandi Serie
  - 2021 - Serie TV dell'anno[14]